# Saint-Gilles-des-Marais
Saint-Gilles-des-Marais é uma comuna francesa na região administrativa da Normandia, no departamento Orne. Estende-se por uma área de 5,94 km². Em 2010 a comuna tinha 113 habitantes (densidade: 19 hab./km²).